# This Never Happened Before
"This Never Happened Before" é uma canção do cantor e compositor britânico Paul McCartney, lançada como single em 2006, e parte do álbum Chaos and Creation in the Backyard, distribuído em 2005.
A canção, lançada como o terceiro single do projeto em um CD promocional para os Estados Unidos, alcançou a vigésima sétima posição na Hot Adult Contemporary Tracks, da Billboard. A música também fez parte da trilha-sonora de The Lake House (2006).

## Ficha técnica
- Paul McCartney - vocais, Yamaha Grand Piano, Höfner Bass Guitar, Epiphone Casino Electric Guitar, Ludwig Drums
- Nigel Godrich - produção musical
- Millennia Ensemble – cordas, metais
- Joby Talbot – regência, arranjo